# Парламентские выборы в Того (2013)
Парламентские выборы в Того прошли 25 июля 2013 года. На них избирался 91 депутат Национального собрания. Правящая партия Союз за республику получила большинство мест (62 места).

## Дата выборов
Выборы несколько раз переносились на более поздний срок. Первоначально они должны были пройти в октябре 2012 года, затем были назначены на 24 марта 2013 года, но были вновь перенесены из-за протестов по поводу избирательной реформы. После этого выборы были назначены на 21 июля, а затем на 25 июля. В выборах участвовали Союз за республику (правящая партия, создана в 2012 году на базе распущенного Движения тоголезского народа), Союз сил за перемены (оппозиция).

## Избирательная система
Все 91 депутат Национального собрания Того избираются путём голосования по закрытым партийным спискам (то есть без указания конкретных кандидатов) на основе пропорционального представительства. Выборы проходят в 30 многомандатных избирательных округах.

## Протесты и требования оппозиции
Одни представители оппозиции потребовали переноса выборов, чтобы планировавшаяся избирательная реформа вступила в силу до проведения этих выборов. Другие оппозиционеры, наоборот, требовали отмены реформы. Последние указывали на спорные махинации с изменениями границ избирательных округов, или джерримендеринга, в пользу Движения тоголезского народа, а также увеличения количества мест парламента на 10 мест до 91.
Хотя правительство запретило уличные демонстрации в коммерческих кварталах, ссылаясь на невозможность обеспечения безопасности и общественного порядка, организаторы протестов со стороны оппозиции и гражданского общества призвали к проведению акций протеста и осудили попытки заглушить критику. Протесты под девизом «Спасём Того» были запланированы на 21—23 августа 2012 года. В первый день 21 августа, несколько тысяч протестующих начали марш в районе Би столицы страны Ломе, а затем направились в коммерческий район Декон, где были встречены сотней сотрудников полиции. Протестующие колебались, не зная закончить ли марш в Деконе или идти дальше, но через 10 минут после возобновления марша, они были разогнаны полицией с применением слезоточивого газа.

## Результаты
| Партия                                                                   | Голоса    | %    | Места |
| ------------------------------------------------------------------------ | --------- | ---- | ----- |
| Союз за республику                                                       | 880 608   | 46,7 | 62    |
| Коллектив спасает Того                                                   | 544 592   | 28,9 | 19    |
| Радужный альянс                                                          | 204 143   | 10,8 | 6     |
| Союз сил за перемены                                                     | 145 359   | 7,7  | 3     |
| Панафриканская патриотическая конвергенция                               | 15 602    | 0,8  | 0     |
| Новое Того                                                               | 14 225    | 0,8  | 0     |
| Независимые                                                              | 14 360    | 0,8  | 1     |
| Другие партии                                                            | 66 171    | 3,5  | 0     |
| Недействительных/пустых бюллетеней                                       | 119 430   | -    | -     |
| Всего                                                                    | 2 011 203 | 100  | 91    |
| Действительных бюллетеней/ Явка                                          | 3 044 332 | 66,1 | -     |
| Источник: Adam Carr Архивная копия от 23 октября 2015 на Wayback Machine |           |      |       |

## Последующие события
Вновь избранная ассамблея начала работать 2 сентября 2013 года. Депутат от правящего Союза за республику Дама Драмани был избран Президентом Национальной ассамблеи. Оппозиция бойкотировала голосование, протестуя таким образом против отказа Союза за республику отдать им посты первого и второго вице-президентов в Бюро Национальной ассамблеи. Впоследствии все 12 постов в бюро были заняты депутатами от правящей партии.